# Matrox
Matrox Graphics, Inc. je kanadská společnost, která se specializuje zejména na špičkové grafické karty, ale i na další audiovizuální a IT technologie. Největší částí společnosti je Matrox Video, který právě vyrábí výše zmíněné grafické karty, ale i Matrox Imaging, který je ale nyní pod Zebra Technologies.
Značka Matrox se nejvíce proslavila svým MGA (Matrox Graphic Architecture) 64bitovým enginem, který byl vydán roku 1993 a byl jedním z nejlepších na trhu 2D grafiky a byl důležitým během éry CRT displayů. MGA zrychlila běžné grafické funkce, jako jsou BitBlts (přenosy bitových bloků) a vzorové, polygonové a obdélníkové výplně a mimo jiné také poskytla zrychlení pro 3D Gouradovo stínování, z-buffering a vykreslování postav.

## Matrox Video
Hardwarové a softwarové produkty Matrox Video jsou využívány v různých oblastech včetně vysílání a médií, vzdělávání, armády a obrany, vlády, bezpečnosti, veřejných služeb a dopravy. Jejich produkty zahrnují kodéry a dekodéry, KVM extendery, produkty pro vývojáře vysílání (např. H.264 kodek karty) a grafické karty (M-Series, LUMA Series, LUMA Pro Series) a další.
Hlavní silnou stránkou řady grafických karet Matrox M-Series je jejich podpora až osmi monitorů s vysokým rozlišením do 2560x1600. Jejich dalšími přednostmi jsou až 2 GB paměti, Native PCI-Express (PCIe) 16x nebo režim pro připojení více karet najednou a tím dosáhnutí použití až 16 monitorů pro jeden počítač. M-Series jsou různorodé karty (DisplayPort, DVI, Analog podpora), a tím uspokojí podmínky různých zákazníků. Mezi tuto řadu patří nyní dostupné:
- M9120 PCIe x16
- M9120 Plus LP PCIe x1
- M9120 Plus LP PCIe x16
- M9128 LP PCIe x16
- M9138 LP PCIe x16
- M9140 LP PCIe x16
- M9148 LP PCIe x16
- M9188 PCIe x16
- PowerDesk for M-Series (desktop management software pro Windows, který umožňuje uživatelům snadno konfigurovat a spravovat síť monitorů)